# GreenJolly
GreenJolly (en ukrainien : Ґринджоли (Gryndjoly)) est un duo ukrainien de hip-hop, actif entre 2004 et 2005. Ils représentent l'Ukraine au Concours Eurovision de la chanson 2005 avec le morceau Разом нас багато, devenu l'hymne officieux de la révolution orange.

## Histoire
GreenJolly se compose de Roman Kalyn et Roman Kostyuk, originaires de la région d'Ivano-Frankivsk, dans l'ouest de l'Ukraine
Après avoir reçu une wild card pour la finale de la présélection ukrainienne de l'Eurovision, Євробачення 2005 – національний відбір, le duo est choisi pour représenter son pays au Concours Eurovision de la chanson 2005 à Kiev, avec le morceau Разом нас багато. En collaboration avec diverses stations de radio ukrainiennes, le groupe écrit cette chanson pour soutenir les manifestations contre la fraude électorale qui a lieu lors de l'élection présidentielle ukrainienne de 2004. Cependant, le morceau est retravaillé afin de se conformer au règlement du concours et à l'Union européenne de radio-télévision, Lors de la finale, le duo termine 19e avec 30 points, à égalité avec la Suède.
Après leur participation à l'Eurovision, le groupe se sépare.